# Hello, Me!
Hello, Me! (romanización revisada, 'Annyeong? ¡Naya!'; literalmente, «Hola? Soy yo!») es una serie de televisión surcoreana protagonizada por Choi Kang-hee, Kim Young Kwang, Eum Moon-suk y Kim Yoo-mi. Basada en la novela Fantastic Girl de 2011 de Kim Hye-jung, se estrenó en KBS2 el 17 de febrero de 2021 y estará disponible para transmisión mundial en Netflix.

## Sinopsis
Ban Ha-ni es una mujer en sus treinta y siete años que tras un día de locos se encuentra con su yo entusiasta, apasionada y valiente de 17 años. Junto a su yo más joven, sana sus heridas y aprende a amar de nuevo.

## Elenco

### Elenco principal
- Choi Kang-hee como Ban Ha-ni (de adulta)
  - Lee Re como joven Ban Ha-ni (de joven)
- Kim Young-kwang como Han Yoo-hyun
  - Choi Seung-hun como el joven Yoo-hyun
- Eum Moon-suk como Ahn So-ni (Anthony) / Yang Choon-shik

### Elenco secundario
- Kim Yoo-mi como Oh Ji-eun
- Jung Yi-rang como Ban Ha-young
- Kim Kiri como Kim Yong-hwa
- Choi Tae-hwan como Cha Seung-seok
- Kim Yong-rim como Lee Hong-nyun
- Yoon Joo-sang como Han Ji-man
- Ji Seung-hyun como Yang Do-yoon
- Kang Tae-joo como Min Kyung-shik
- Lee Gyu-hyun como Master Jobs
- Moon Sung-hyun como Chae Sung-woo/Chae Chi-soo
- Yoon Bok-in como Ji Ok-jung
- Choi Dae-chul como Park Jung-man

### Apariciones especiales
- Park Chul-min
- Lee Soo-hyuk[2]
- Jang Ki-yong

## Premios y nominaciones
| Año  | Premio          | Categoría                                 | Nominada      | Resultado |
| ---- | --------------- | ----------------------------------------- | ------------- | --------- |
| 2021 | KBS Drama Award | Excellence Award, Actress in a Miniseries | Choi Kang-hee | Nominada  |
| 2021 | KBS Drama Award | Best Young Actress                        | Lee Re        | Ganó      |

## Producción
La primera lectura del guion tuvo lugar en septiembre de 2020.